# Erector Spinae Plane Block
Der Erector Spinae Plane Block (kurz ESP-Block) ist ein regionales Lokalanästhesieverfahren, welches vor allem zur peri- und postoperativen Schmerzbehandlung eingesetzt wird. Der Block erzeugt eine periphere Nervenblockade der ventralen und dorsalen Spinalnervenäste und ermöglicht je nach Anwendung eine Behandlung von akutem oder chronischen Schmerz. Es wird Lokalanästhetikum zwischen den Musculus erector spinae und den Processus transversus eines Wirbelkörpers gespritzt, was durch die Nervenblockierung der Thorax- oder Bauchwand eine Analgesie des Patienten zur Folge hat.

## Anwendung
Indikation:
Die Durchführung des ESP-Blockes ermöglicht je nach Operation aufgrund der sensorischen Blockierung eine Verminderung von postoperativen Schmerzen oder eine Verringerung der intraoperativ und vor allem postoperativ benötigten Opioid-Menge zur Analgesie. Dies verringert zumeist die Nebenwirkungen der systemisch verabreichten Schmerzmedikamente.
Zwingend notwendig bei elektiven Eingriffen ist die Aufklärung und Einwilligung des Patienten.
Kontraindikation:
Eine bestehende Infektion im Bereich der Einstichstelle oder eine fehlende Patienteneinwilligung stellen Kontraindikationen für die Durchführung des Blocks dar. Eine bestehende Antikoagulation des Patienten sollte zudem beachtet werden.

### Ziel der Anwendung
Ziel des Blockes ist die dermatomübergreifende sensorische Blockade der anterioren, posterioren und lateralen Thoraxwand sowie der Bauchwand.

## Durchführung
Der ESP-Block kann anhand der Lokalisation anatomischer Landmarken durchgeführt werden. Jedoch wird heutzutage eine ultraschallgestützte Punktion bevorzugt. Auf thorakaler Höhe ist ein Linearschallkopf zur Visualisierung geeignet, auf lumbaler Höhe ein Konvexschallkopf. Meist erfolgt eine Punktion auf Höhe T5-T7. Es werden zunächst die Processus spinosi der Wirbelkörper identifiziert und anschließend ca. 3 cm lateral die Punktstelle gesucht. Neben den echoreich imponierenden Processus transversi werden nun die Muskeln M. trapezius, M. rhomboideus major und M. erector spinae dargestellt. Unter der Wirbelhöhe TH7 kann der M. rhomboideus major nicht mehr dargestellt werden. Es erfolgt eine sterile Punktion in „in-plane“-Technik. Nach Gabe einer Testdosis (meist isotonische Kochsalzlösung) erfolgt eine Injektion von 20–30 ml Lokalanästhetikum im Bereich der Spitze des Processus transversus (superficial desselben) und unterhalb des M. erector spinae. Durch ein kraniokaudales Breitfließen des Anästhetikums entlang der Faszie ergibt sich eine dermatomübergreifende Analgesie von mehreren Wirbelsegmenten.

## Risiken und Nebenwirkungen
Die bestehenden Risiken werden mit dem Patienten während des Narkoseaufklärungsgespräches besprochen.
Risiken und Nebenwirkungen des Verfahrens (beispielhaft):
- Verletzung naheliegender Strukturen wie z. B. von Blutgefäßen (Blutung, Hämatombildung), Muskeln, Weichgewebe, Nerven,... jedoch sind die Verletzung der Pleura, des Rückenmarks oder großer Blutgefäße aufgrund der anatomischen Entfernung dieser Strukturen selten[3].
- Versagen des Blockes, d. h. die zu erreichenden Nerven werden nicht gut betäubt[3]
- Einschleppen von Keimen trotz der sterilen Punktion: Infektion, Abszessbildung, Sepsis und deren Folgen[3]

Unerwünschte Arzneimittelwirkungen der eingesetzten Medikamente (beispielhaft):
- Lokalanästhetikaintoxikation
- wie bei jeder Medikamentengabe besteht die Gefahr einer allergischen Reaktion bis hin zum anaphylaktischen Schock und dessen Folgen

## Geschichte
Erstmals wurde 2016 von der erfolgreichen Durchführung des ESP-Blocks berichtet. Dabei wurde das Regionalanästhesieverfahren zur Behandlung von durch Krebsmetastasen oder pathologische Frakturen hervorgerufenen neuropathischen Thoraxschmerzen verwendet. Seitdem wurde der Block erfolgreich zur perioperativen Schmerzbehandlung bei verschiedenen Operationen angewendet (z. B. Thorakotomie, Perkutane Nephrolithotomie, ventrale Hernienoperationen,...). 